# Regne mauroromà
El Regne mauroromà (en amazic: ⵜⴰⴳⵍⴷⵉⵜ ⵉⵎⵓⵔⵉⵢⵏ ⴷ ⵉⵔⵓⵎⴰⵏⵉⵢⵏ) era un regne amazic independent que va existir des del 429 fins al 578 a la part del centre-nord i oest d'Algèria i a l'est del Marroc. La capital n'era Altava, que controlava gran part de l'antiga província romana de Mauritània Cesariense. El regne es va formar al segle v, a mesura que el control romà sobre la província s'afeblia i els recursos imperials s'havien de concentrar en altres indrets, sobretot per a defensar la península Itàlica contra les invasions bàrbares.
Els governants del regne van entrar sovint en conflicte amb el veí Regne Vàndal, que es va crear després de la conquesta dels vàndals de la província romana d'Àfrica . El rei magrebí i romà Massones s'alià amb els exèrcits de l'Imperi bizantí durant la conquesta del nord d'Àfrica en la Guerra vandàlica. Després de la victòria bizantina, els sobirans del regne van mantenir l'aliança amb l'Imperi bizantí i li donaren suport en les seues guerres contra la resistència amazic i els rebels d'altres tribus i regnes, com el de Iaudes, de l'Aurés.
Al final es van trencar els llaços diplomàtics entre l'Imperi bizantí i el regne. El rei Garmul envaí la prefectura del pretori d'Àfrica amb l'objectiu de capturar territoris bizantins. La seua derrota al 578 va dur gairebé immediatament a la fi del regne, que restà fragmentat i parcialment incorporat a l'Imperi bizantí.
El regne va ser substituït per uns quants estats amazics romanitzats més petits, com ara el Regne d'Altava.

## Història

### Establiment
El segle V va veure el col·lapse i la caiguda de l'Imperi Romà d'Occident. Els territoris interiors de Mauretània ja estaven sota control amazic des del segle IV; el domini romà directe es va limitar a ciutats costaneres com ara Septem a Mauritània Tingitana i Cesarea de Mauritània. Els governants amazics dels territoris interiors van conservar un cert grau de cultura romana, incloent-hi pobles i assentaments, i van reconéixer nominalment la sobirania dels emperadors romans.
A mesura que les incursions bàrbares es generalitzaren, fins i tot en províncies abans segures com Itàlia, l'exèrcit romà occidental estigué cada cop més ocupat defensant territoris a les parts del nord de l'imperi. Fins i tot la vital frontera del Rin contra Germània fou desposseïda de tropes per muntar una defensa contra un exèrcit visigot que envaïa Itàlia sota Alaric I. La frontera amb poca població permeté que algunes tribus, com els vàndals, els alans i els sueus, creuassen el Rin el 406 i envaïssen territori romà.
Després del col·lapse de l'Imperi Romà d'Occident, el Regne mauroromà es va convertir en un regne bàrbar per dret propi, no massa diferent dels que s'havien desenvolupat en altres llocs de l'antic imperi. Tot i que la majoria dels altres regnes bàrbars, com ara els visigots i els vàndals, es trobaven dins de les fronteres de l'antic Imperi romà, el Regne mauroromà s'estenia més enllà de la frontera imperial formal, i també abastava territoris amazics que mai no havien controlat els romans.

### Rei dels moros i romans
Completament, la inscripció diu:
"Pro sal(ute) et incol(umitate) reg(is) Masunae gent(ium) Maur(orum) et Romanor(um) castrum edific(atum) a Masgivini pref(ecto) de Safar. Iidir proc(uratore) castra Severian(a) quem Masuna Altava posuit, et Maxim(us) pr(ocurator) Alt(ava) prefec(it). P(ositum) p(rovinciae) CCCLXVIIII."
Els tres funcionaris anomenats són Masgiven (prefecte de Safar), Lidir (fiscal de Castra Severiana) i Maximus (fiscal d'Altava). La data del 369 és la de la fundació de la província, i correspondria al 508.
Els centres administratius centrals del regne són a la interfície territorial de dues poblacions diferents, és a dir, els colons costaners i provincials, els romani (romans) i els mauri, tribals (amazics), situats al voltant i més enllà de l'antiga frontera romana. Els ciutadans de les viles romanes estaven sotmesos a una administració formal, encapçalada per funcionaris designats, com els nomenats pel rei Massones. La mà d'obra militar prové de les tribus amazics, el control de les quals es manté amb individus clau, com ara els caps tribals, atorgant-los honors i estats. A mesura que el regne dels magribins i romans adopta l'organització militar, religiosa i sociocultural de l'Imperi Romà, continua sent una part integral del món llatí occidental. L'estructura administrativa i la titulació utilitzada pels governants del regne indiquen una certa identitat política romanitzada a l'àrea. Aquesta identitat política romana es manté en altres regnes amazics més petits de la zona, com ara al regne de Masties, a l'Aurés, del qual es va proclamar emperador durant el seu regnat al voltant de l'any 516, tot dient que mai no havia qüestionat la seua confiança en els seus súbdits amazics (anomenats moriscs) o romans.

## L'Imperi bizantí i els vàndals

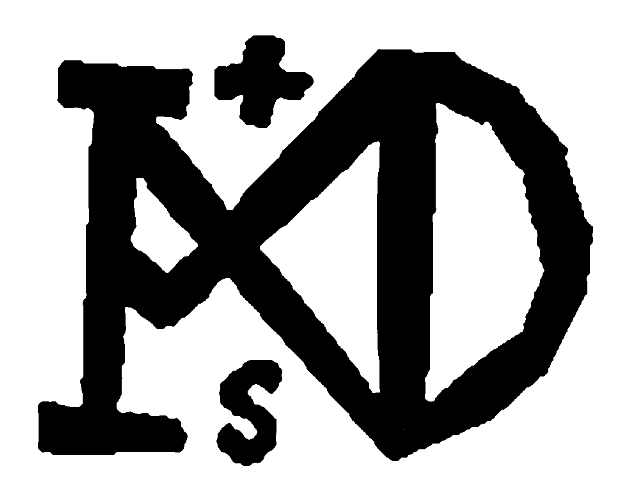
Monograma del rei Mastiges

Els documents bizantins que fan referència al Regne vàndal, que ocupava gran part de l'antiga província d'Àfrica i les àrees costaneres de Mauretània, sovint s'hi refereixen en relació amb tres pobles: vàndals, alans i moros; i tot i que alguns amazics van ajudar els vàndals en les seues conquestes a l'Àfrica, l'expansió amazic a vegades es va dirigir contra els vàndals, cosa que resultaria en una expansió dels regnes magribins i romans i altres regnes amazics de la zona, com ara un poderós regne a l'Aurés.
De fet, un rei amazic identificat per l'historiador bizantí Procopi de Cesarea com a Massônes (sovint assumit que és la mateixa persona que Massones) es va aliar amb les forces de l'Imperi bizantí el 535, durant la Guerra Vandàlica. Quan Belisari i les forces bizantines arribaren al nord d'Àfrica per a envair i restaurar el domini romà sobre la zona, els governants amazics autòctons es van sotmetre voluntàriament al domini imperial, i exigiren a canvi només les insígnies del seu poder: una corona d'argent, un bastó d'argent daurat, una túnica i botes daurades. Essencialment reis clients, molts dirigents amazics es van mostrar posteriorment recalcitrants. Els governants que no eren directament adjacents als territoris imperials eren més o menys independents, tot i que nominalment eren súbdits imperials, i eren tractats amb més cortesia que els que es trobaven directament a la vora de l'imperi, per tal de mantenir-los a ratlla. Després de la conquesta del Regne vàndal pels bizantins, els governadors autòctons començaren a tenir problemes amb les tribus amazics. La província de Bizacena fou envaïda i la guarnició, inclosos els comandants Aïgan i Rufinus, foren assassinats. Salomó, el nou prefecte del pretori d'Àfrica, guerrejà contra aquestes tribus amazics, amb un exèrcit d'uns 18.000 soldats, a Bizacena. Salomó els derrotà i va tornar a Cartago, però els amazics es van aixecar de nou i envaïren Bizacena. Salomó els va derrotar de nou, aquesta vegada de manera decisiva, i dispersà les forces amazics. Els soldats amazics supervivents es van retirar a Numídia, on van unir forces amb Iaudes, un rei de l'Aurés. 
Massones, aliat amb l'Imperi bizantí, i un altre rei amazic, Ortees (que governava un regne a l'antiga província de Mauretania Setifiana), van instar Salomó a perseguir els enemics amazics fins a Numídia, cosa que va fer. Salomó, però, no va enfrontar-se a Iaudes en batalla, perquè desconfiava de la lleialtat dels seus aliats, i en canvi va construir una sèrie de llocs fortificats al llarg dels camins que connectaven Bizacena amb Numídia. 
Massones va morir cap al 535, i el va succeir com a rei dels magrebins i romans Mastiges (també conegut com a Mastines). L'historiador Procopi de Cesarea afirma que Mastiges fou un governant completament independent que dominà gairebé tota l'antiga província de Mauritània Cesarea, tret de l'antiga capital de la província, Cesarea, que havia estat sota control vàndal i estava en mans bizantines llavors. Els governants del Regne mauroromà i altres regnes amazics van continuar considerant-se súbdits de l'emperador bizantí de Constantinoble, fins i tot quan hi estaven en guerra o participaven en incursions en territori imperial, i la majoria dels governants amazics utilitzaven títols com ara dux o rex.

### Caiguda
El darrer rei conegut del Regnum Maurorum et Romanorum fou Garmul (també dit Gasmul), que s'oposà al domini bizantí a Àfrica. A la fi de la dècada dels 560, Garmul feu incursions en territori romà i, tot i que no va aconseguir pas conquerir cap ciutat important, tres generals, el prefecte del pretori Teodor (el 570) i els dos magisters militum Thevestinos (el 570) i Amabilis (el 571), són esmentats per l'historiador visigot Joan de Biclar com a assassinats un darrera l'altre per les forces de Garmul. Les seues activitats, en especial en relació amb els atacs simultanis dels visigots a la península Ibèrica, constituïren una clara amenaça per a les autoritats de la província. Garmul no fou pas el dirigent d'una simple tribu seminòmada, sinó d'un regne bàrbar de ple dret amb un exèrcit permanent. Així, el nou emperador romà d'Orient, Tiberi II, tornà a nomenar Tomàs com a prefecte del pretori d'Àfrica i el general Gennadi fou nomenat magister militum amb el clar objectiu de reduir el regne de Garmul. Els preparatius en foren llargs i meticulosos, però la campanya en si, iniciada el 578, fou breu i eficaç, amb Gennadios atrapat i assassinant Garmul en un banquet.

Amb la derrota de Garmul, el Regne mauroromà es va esfondrar. L'Imperi bizantí va reintegrar part dels territoris del regne, en concret el corredor costaner de les antigues províncies de Mauritània Tingitana i Mauretania Cesarea.

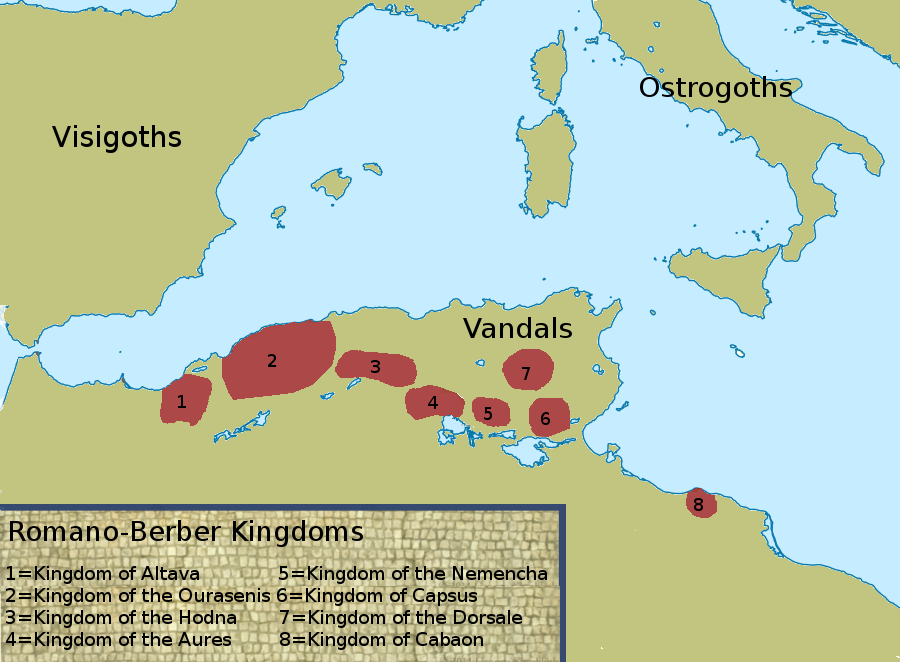
Mapa dels regnes romanoamazics després del col·lapse dels Regne mauroromà, d'esquerra a dreta: Altava, Ouarsenis, Hodna, Aurés, Nemencha, Capsus, Dorsale i Cabaon

## Llegat
Altava continuà sent la capital d'un regne amazic romanitzat, el Regne d'Altava, tot i que era considerablement més petit que el regne de Massones i Garmul. A la fi del segle V i principis del VI, el cristianisme es va convertir en la religió totalment dominant del Regne d'Altava, amb influències sincrètiques de la religió amaziga tradicional . Durant aquest període es va construir una nova església a la capital. Altava i els altres regnes successors del Regne mauroromà, els regnes d'Ouarsenis i Hodna, també experimentaren un creixement econòmic i la construcció d'algunes esglésies i fortificacions noves.
Tot i que a la Prefectura Pretoriana d'Àfrica i més tard l'Exarcat d'Àfrica hi hagué algunes rebel·lions amazics més, aquestes les van reprimir, i moltes tribus amazics les van acceptar com a foederati, com ja havien sigut moltes vegades abans.

## Llista de reis mauroromans
| Monarca                 | Data       | Notes |
| ----------------------- | ---------- | --- |
| Gestor(s) desconegut(s) | 429-v. 508 | El primer governant conegut del regne és Massones, segons inscripcions datades del 508 |
| Massones                | v. 508-535 | També conegut com a Massuna. S'alià amb l'Imperi bizantí contra el Regne vàndal i més tard contra una coalició amazic reunida per Iaudes, rei de l'Aurés                                                        |
| Mastiges                | 535-541    | També conegut com a Mastines. Controlava tota la província de Mauritània Cesarea, tret de l'antiga capital de Cesarea                                                                                           |
| Estotzes                | 541-545    | També conegut com a Stuties. És un antic rebel bizantí que esdevé rei mauroromà després de casar-se amb la filla d'un rei predecessor. Fou derrotat i assassinat per les forces bizantines el 545               |
| Joan                    | 545-546    | Conegut com a Joan el Tirà i sobrenomenat Estotzes el Jove, substituí Estotzes com a dirigent de l'exèrcit rebel. Fou presoner i enviat encadenat a Constantinoble, on degueren crucificar-lo                   |
| Gestor(s) desconegut(s) | 546-v. 570 | Cap governant conegut entre el 545 i la dècada dels 570 |
| Garmul                  | v. 570-578 | També conegut com a Gasmul. Envaí la Prefectura Pretoriana d'Àfrica a la dècada dels 570. La seua mort i derrota el 578 marcà la fi del Regne mauroromà, fragmentat i parcialment reintegrat a l'Imperi bizantí |